# Silent Night (película de 2023)
Silent Night es una película estadounidense de acción y thriller dirigida por John Woo y escrita por Robert Archer Lynn. La película está protagonizada por Joel Kinnaman, Scott Mescudi, Harold Torres y Catalina Sandino Moreno, y no contiene diálogos. La fotografía principal comenzó en abril de 2022, en Ciudad de México.  Es el primer largometraje estadounidense de Woo desde Paycheck (2003).
Silent Night se estrenó en Estados Unidos el 1 de diciembre de 2023, de la mano de Lionsgate.

## Premisa
Un hombre se adentra en el bajo mundo criminal para vengar la muerte de su hijo pequeño en Nochebuena.

## Reparto
- Joel Kinnaman como Godluck
- Scott Mescudi como Vassell
- Harold Torres como Playa
- Catalina Sandino Moreno como Saya
- Valeria Santaella como Venus

## Producción

### Desarrollo
En octubre de 2021, Noche de paz se anunció por primera vez como una película de acción sin diálogos hablados, con John Woo como director y Joel Kinnaman como protagonista. En marzo de 2022, un ayudante de efectos especiales resultó herido durante la preproducción en una prueba de acrobacias en Ciudad de México. El miembro del equipo fue atropellado por un coche, rompiéndose el fémur y dislocándose el hombro. En abril de 2022, Kid Cudi, Harold Torres, y Catalina Sandino Moreno fueron añadidos al reparto.

### Rodaje

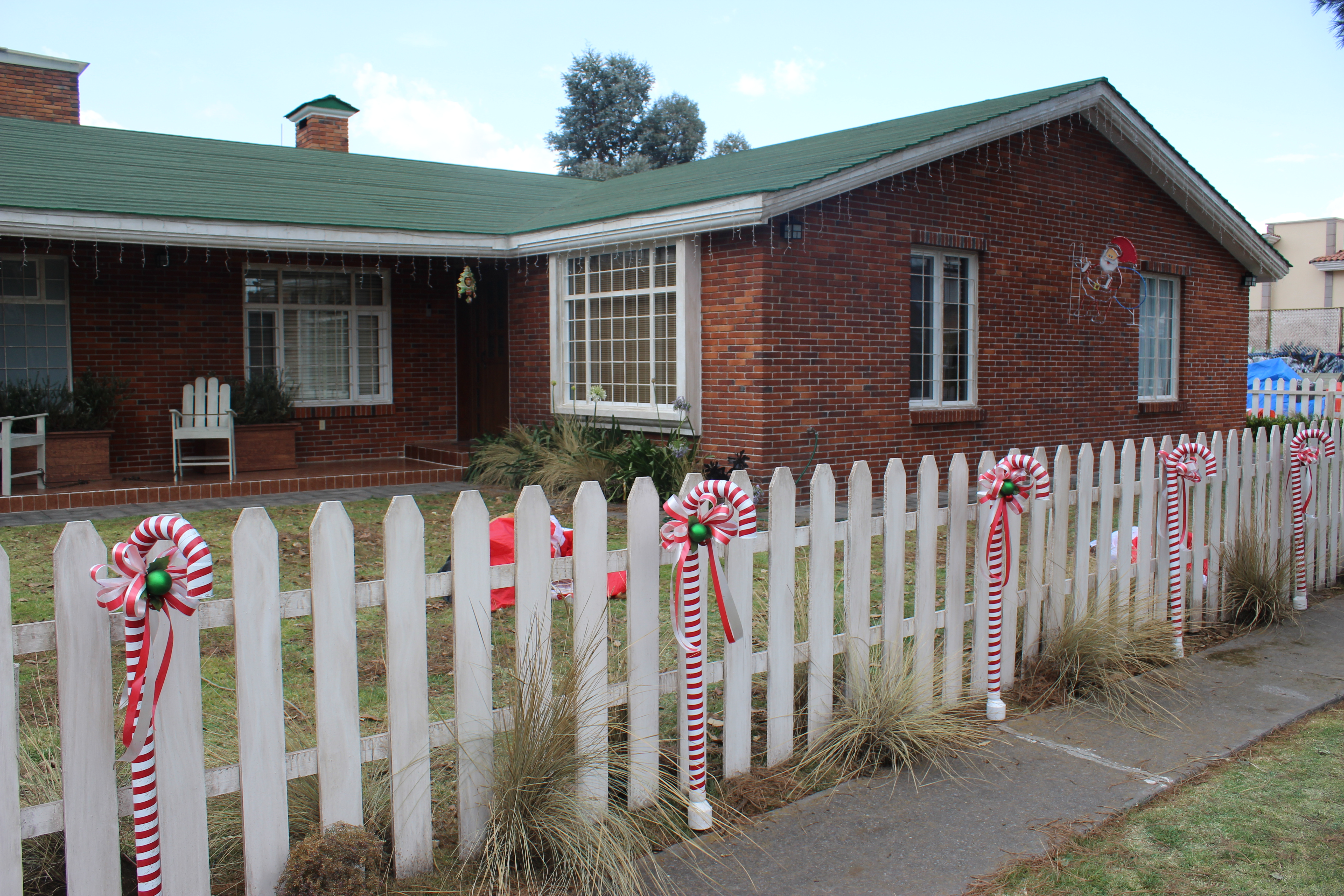
Locación de la película

La fotografía principal comenzó en abril de 2022 en Ciudad de México. El rodaje terminó el 17 de mayo de 2022.

### Postproducción
Marco Beltrami compuso la banda sonora de la película. En marzo de 2023, la productora Erica Lee confirmó que la película no tiene diálogos:
"Realmente no tiene diálogos. Era otro guión que me dieron y leí, y me dije: "Esto va a ser una genialidad o un desastre, no hay término medio". Depende de la ejecución. Quiero decir, John Woo lo mata. Joel Kinnaman es la estrella y realmente cumple. Quiero decir, hay algo de ruido ambiente y de fondo y parloteo como la radio y cosas así. Pero, sí, es impresionante. Estoy deseando que la veáis".
En una entrevista con Vulture, Woo dijo:
"Una película muy interesante. Toda la película carece de diálogos. Me ha permitido utilizar elementos visuales para contar la historia, para contar cómo se siente el personaje. Utilizamos la música en lugar del lenguaje. Y la película gira en torno a la vista y el sonido. El presupuesto y el calendario eran un poco ajustados, pero me hicieron cambiar mi estilo de trabajo. Normalmente, para una gran película, una película de estudio, rodamos mucha cobertura y luego la dejamos para la sala de montaje. Pero en esta película, intenté combinar cosas sin hacer tomas de cobertura. Tuve que obligarme a utilizar un nuevo tipo de técnica. Algunas escenas eran de dos o tres páginas, pero lo hice todo en una sola toma."

## Estreno
En septiembre de 2023, se anunció que Lionsgate había adquirido los derechos de distribución de la película, y programó su estreno en cines para el 1 de diciembre de 2023.

## Recepción
Silent Night recibió reseñas generalmente mixtas de parte de la crítica y de la audiencia. En el sitio web agregador de reseñas Rotten Tomatoes, la película posee una aprobación de 59%, basada en 110 reseñas, con una calificación de 5.7/10 y un consenso crítico que dice "Silent Night reafirma que una película de acción no necesita mucho diálogo si las escenas son lo suficientemente sólidas, y que incluso John Woo de segundo nivel puede valer el precio de la entrada". De parte de la audiencia tiene una aprobación de 44%, basada en más de 500 votos, con una calificación de 2.9/5.
El sitio web Metacritic le dio a la película una puntuación de 54 de 100, basada en 26 reseñas, indicando "reseñas mixtas o promedio". Las audiencias encuestadas por CinemaScore le otorgaron a la película una "C" en una escala de A+ a F, mientras que en el sitio IMDb los usuarios le asignaron una calificación de 5.5/10, sobre la base de más de más de 6800 votos. En la página web FilmAffinity la película tiene una calificación de 5.3/10, basada en 452 votos.